# Банковский гарантийный фонд
Банковский гарантийный фонд (пол. Bankowy Fundusz Gwarancyjny, BFG) — польский фонд гарантирования вкладов.
Система страхования вкладов регулируется Законом от 14 декабря 1994 года «О Банковском гарантийном фонде». В систему гарантирования депозитов включены польские коммерческие, кооперативные и государственные банки. В систему гарантирования вкладов не входят кооперативные сберегательно-кредитные кассы и Национальный банк Польши. Также в данную систему имеют возможность вступить банки Европейского союза.
Фонд осуществляет свою деятельность следующим образом: фонд устанавливает для банков определённые квоты, и они, в свою очередь, накапливают часть средств в виде фондов защиты гарантированных средств. Фонды защиты гарантированных средств создают все банки, являющиеся участниками системы гарантирования. В случае объявления судом о банкротстве банка правомочным лицам выплачивается гарантированная сумма. С 1 января 2011 года верхняя граница выплат увеличена до 100 тысяч евро.